# Тандыр-нан
Танды́р нан, тандырные лепёшки, тандырный хлеб (каз. тандыр нан, кирг. тандыр нан, наабай нан, узб. tandir non, уйг. تونۇر نان, tonur nan, тонур нан‎, туркм.  tamdyr çörek, tamdyr nan, баш. тандыр икмәк, тандыр нан) — традиционный хлеб среднеазиатских народов (казахов, киргизов, узбеков, уйгуров, таджиков,  туркменов и башкир) в виде лепёшки, приготавливаемый в традиционной печи — тандыре. Обычный состав лепёшек — пшеничная мука, вода, дрожжи, молоко, масло, семена кунжута, мака. Изредка для закваски используется бульон или каймак. Возможно приготовление тандыр-нана из кукурузы или с добавлением лука. Тесто для тандыр-нана может быть как дрожжевым так и бездрожжевым, распространен сдобный тандыр-нан.
Обычно едят как с чаем, так и с различными блюдами (плов, шашлык, шурпа и др.), уйгуры часто по утрам едят горячий тандыр-нан с традиционным напитком аткянчаем, также употребляется как бутерброд (с каймаком, сыром, колбасой, топлёным маслом, мёдом и др.).
Существует множество видов тандыр-нана, в различающихся способом приготовления, составом, формой. У каждого народа имеются свои традиции и рецепты приготовления тандыр-нана. К примеру,  изготовлением узбекского тандыр-нана занимаются только мужчины.
На большинстве рынков Центральной Азии предлагается множество видов горячего тандыр-нана.

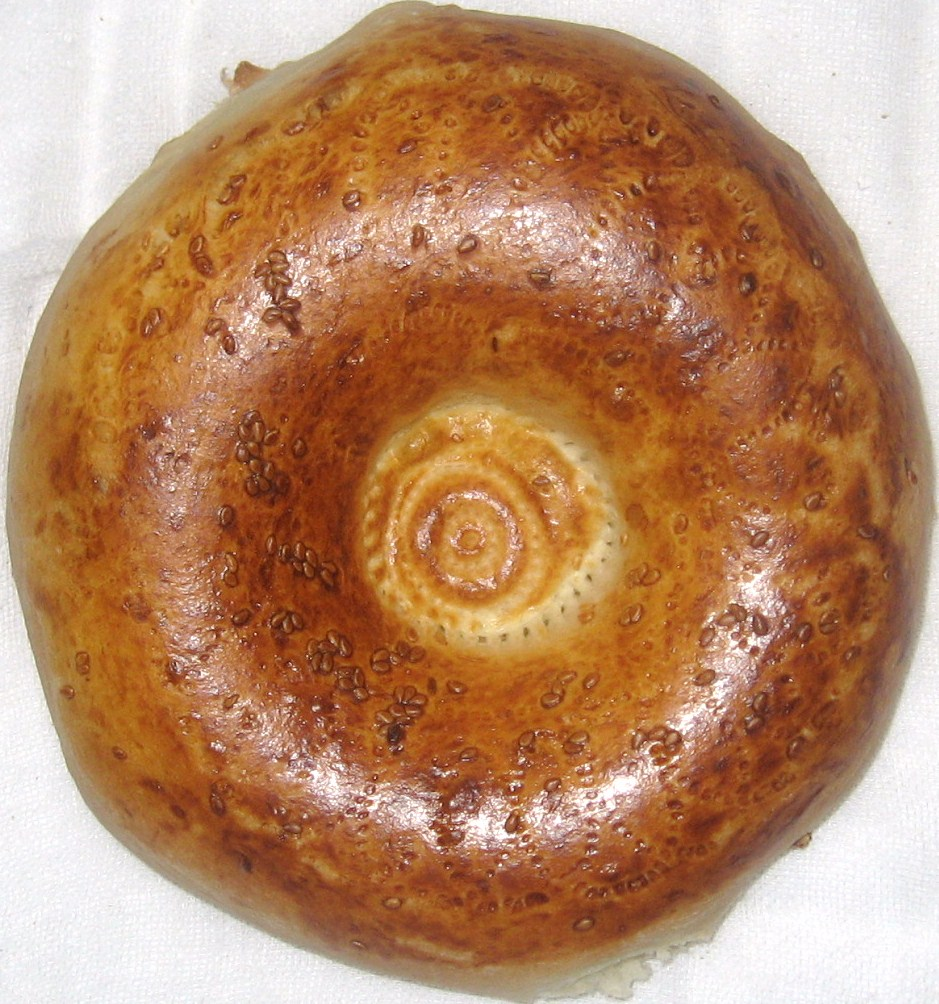
Тоқаш-нан (tokach nan)
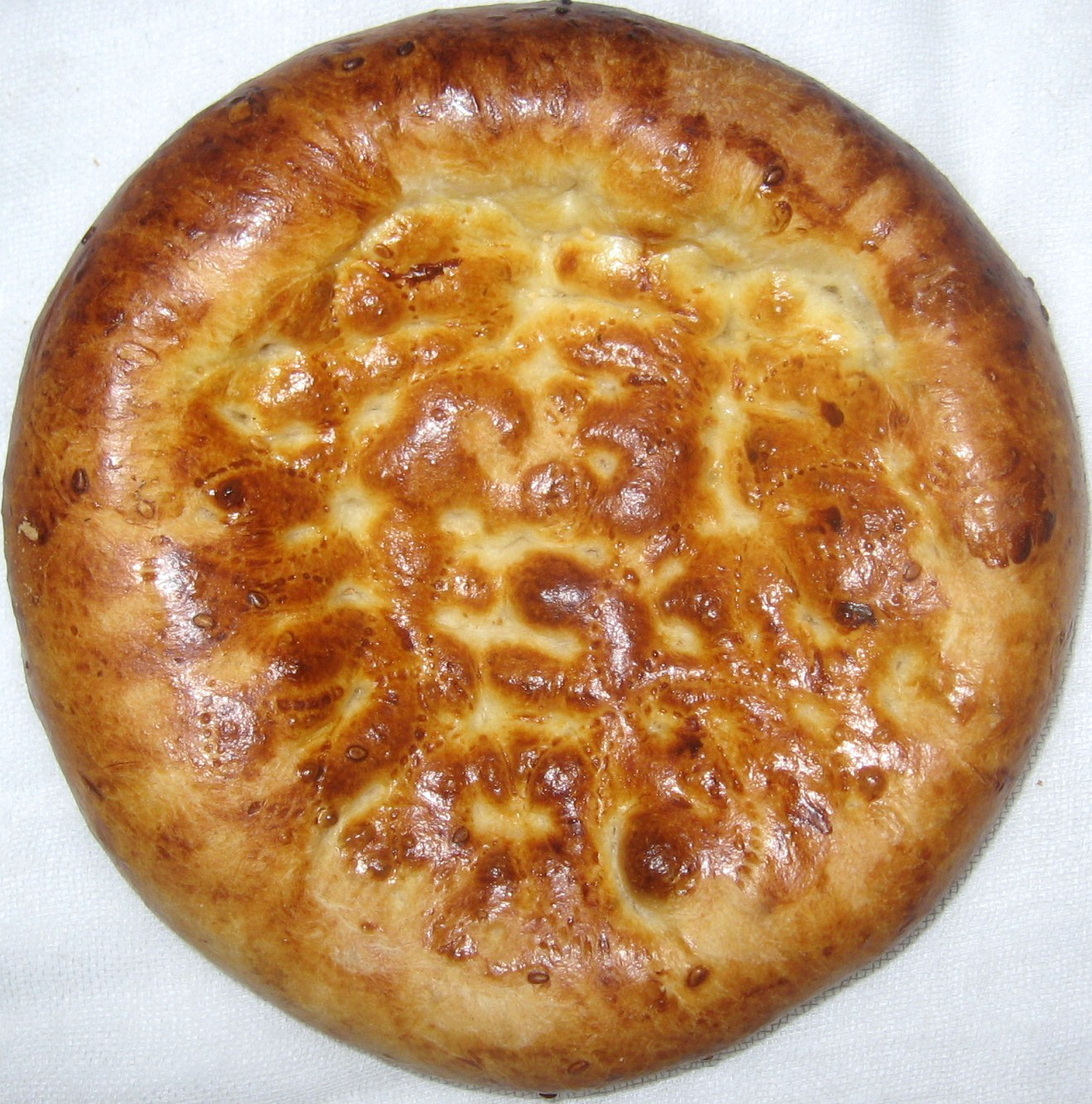
Кіші пәтір-нан или Патыр-нан, маленький (kichik pitir nan)
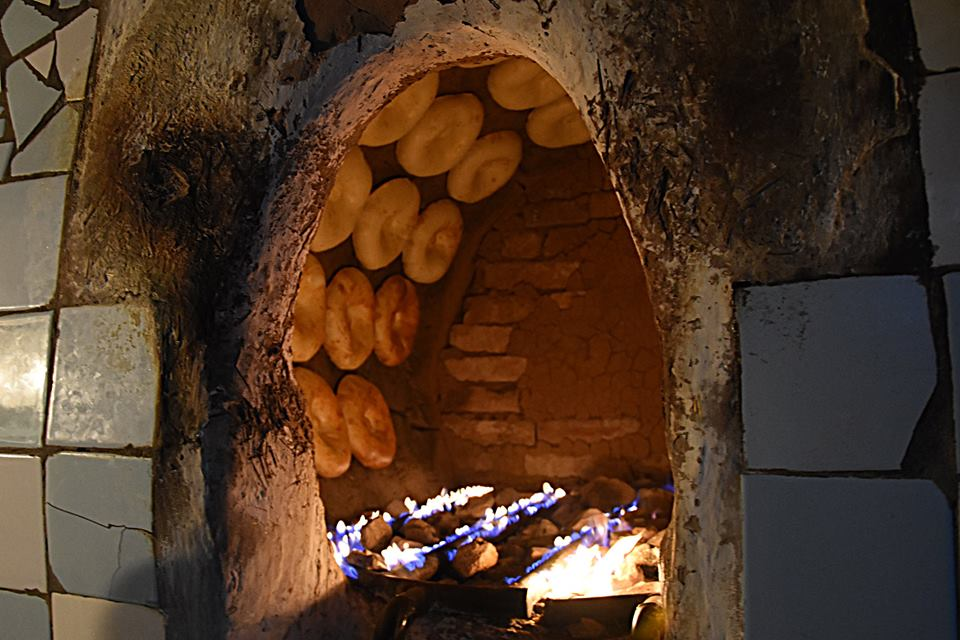
Узбекские лепёшки в современном тандыре
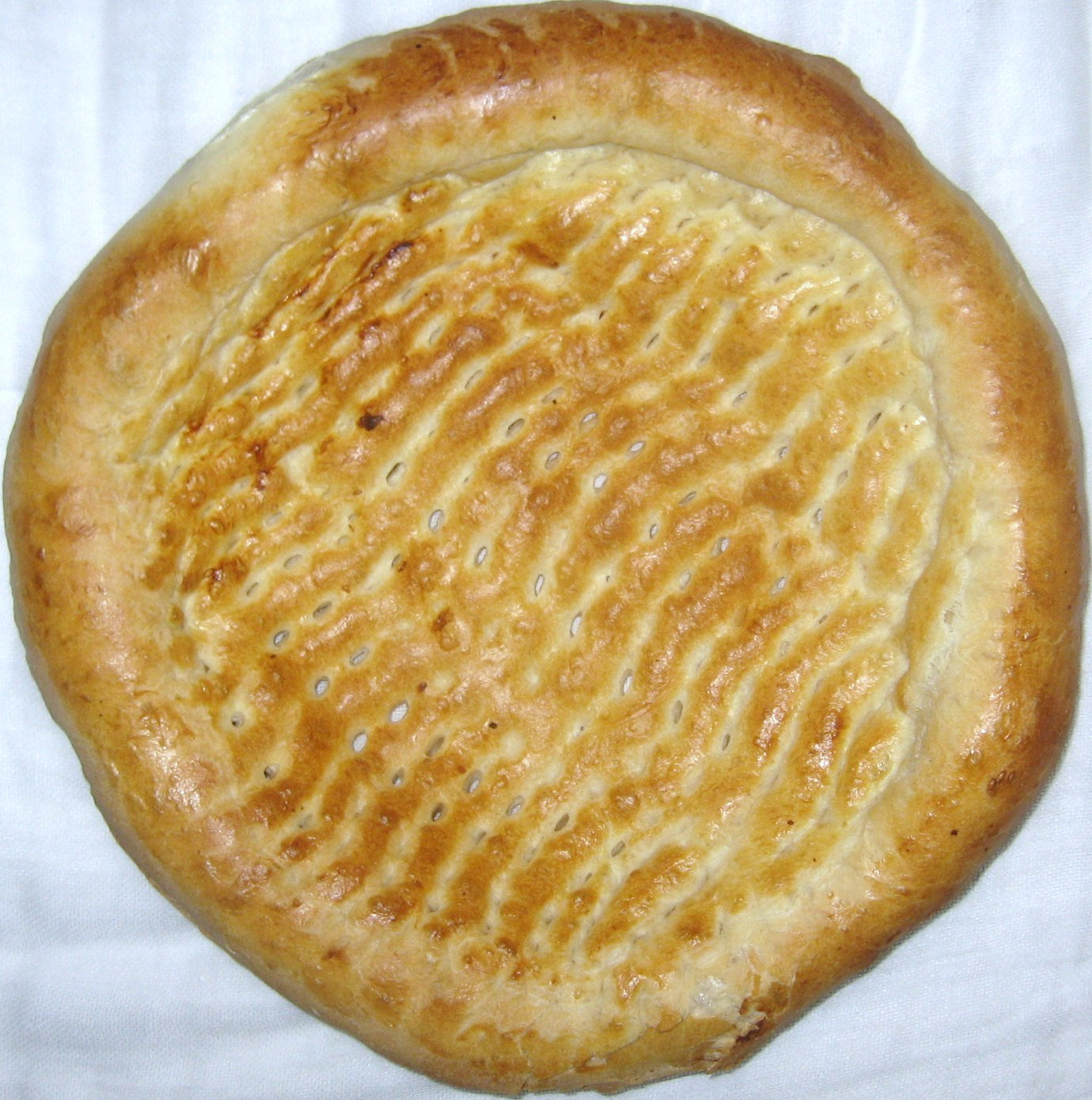
Чоң нан (chong nan)
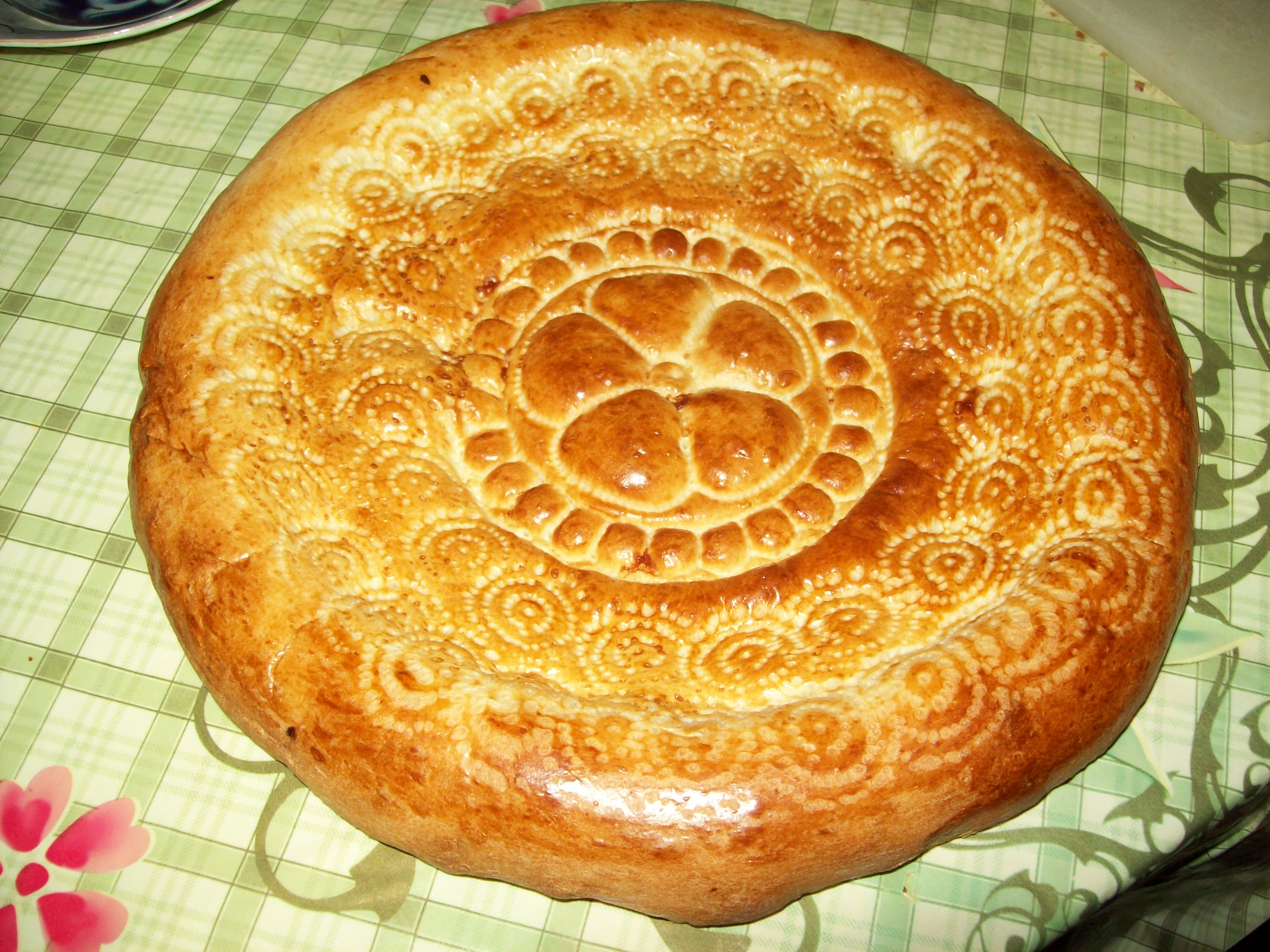
Узбекский ширмай-нан
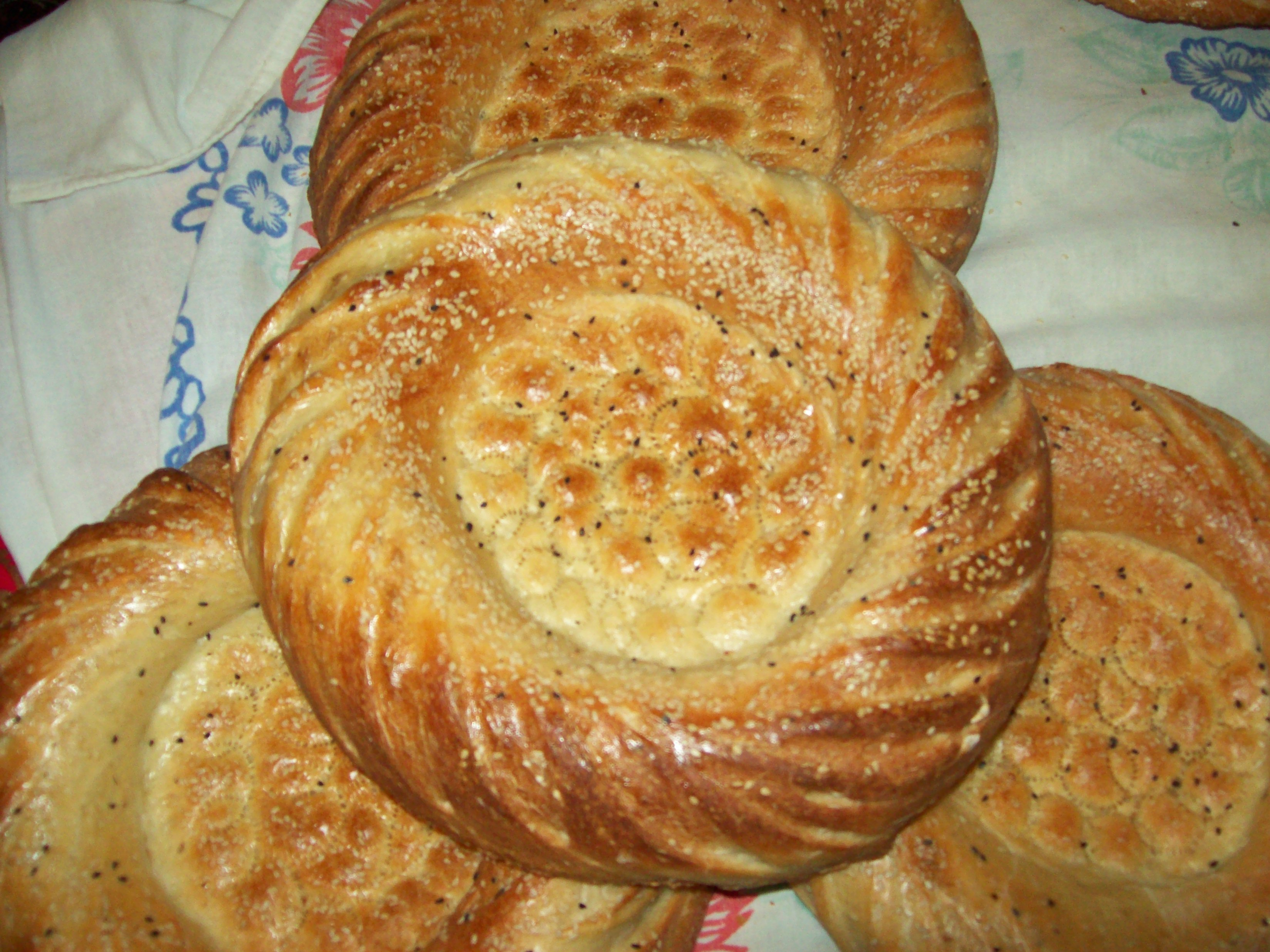
Ташкентский нон
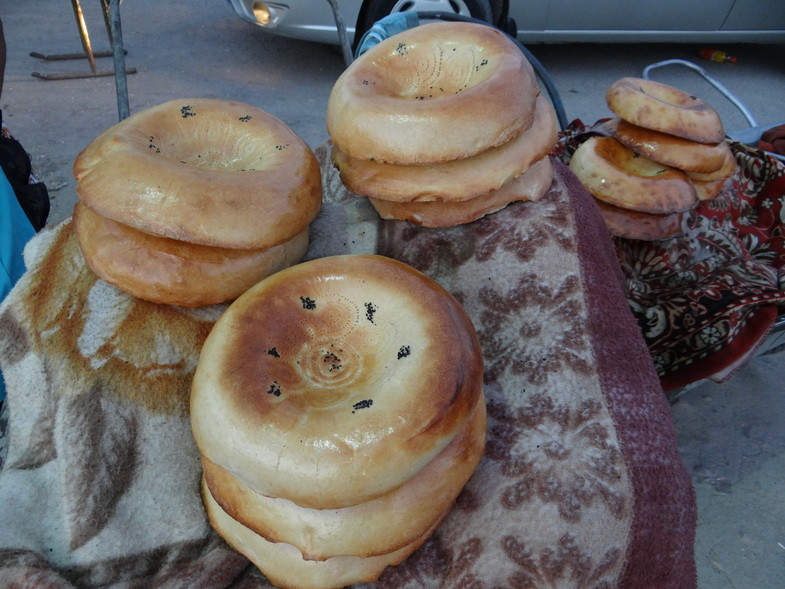
Самаркандский нон

## Токоч (токаш)

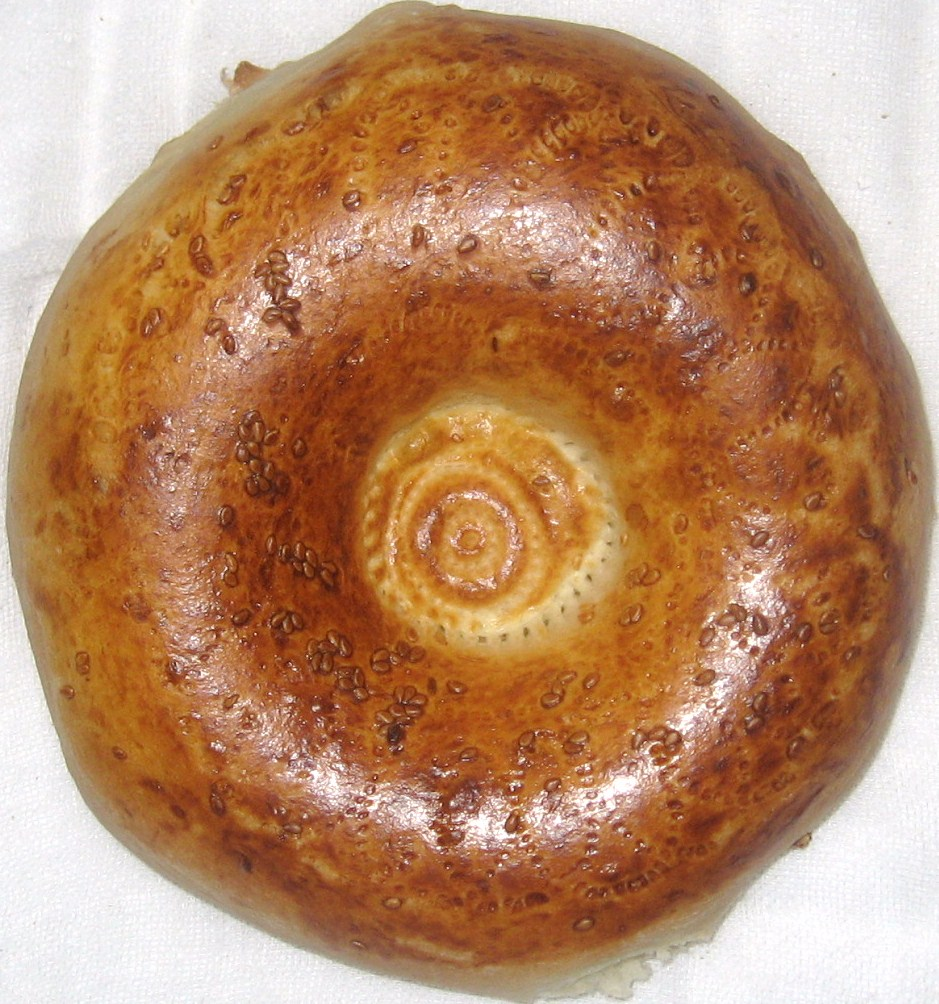
Токоч

Тока́ш, токоч, тоға́ч (каз. тоқаш, кирг. токоч, уйг. тоғач‎, узб. Samarqand noni/Самарқанд нони) — разновидность тандыр-нана, хлеб среднеазиатских народов, мучное изделие (по 200—250 г) в форме лепёшки, наиболее часто встречающееся и используемое в качестве хлеба.

### Приготовление
На пшеничной муке замешивают (кислое) дрожжевое тесто настаивают его и дают подняться. Поднявшееся тесто разминают и придают ему форму лепёшки, в центре делают углубление специальным приспособлением с игольчатыми насадками в форме какого-либо узора.
Традиционно токаш выпекают в тандыре, можно использовать и смазанную жиром сковороду, помещенную в жарочный шкаф или духовку, однако нежелательно. Есть и второй традиционный способ приготовления лепёшки — сырую лепёшку варят в подсоленной воде, а после подсушивают в жарочном шкафу.